# Walton, Leicestershire
Walton är en by i civil parish Kimcote and Walton, i distriktet Harborough, i grevskapet Leicestershire i England. Byn är belägen 6 km från Lutterworth. Walton in Knaptoft var en civil parish 1866–1898 när blev den en del av Kimcote and Walton. Civil parish hade 208 invånare år 1891. Byn nämndes i Domedagsboken (Domesday Book) år 1086, och kallades då Waltone.